# Matelea hastulata
Matelea hastulata là một loài thực vật có hoa trong họ La bố ma. Loài này được (A. Gray) Sundell mô tả khoa học đầu tiên năm 1991.